# Um Úrnat frá Björk
Um Úrnat Frá Björk fue un libro de poemas coloreado a mano por la cantante islandesa Björk que se encontraba para ese entonces en la banda KUKL. Fue lanzado en 1984 por Smekkleysa, una compañía creada por jóvenes artistas islandeses amigos de Björk.

Hay dudas respecto al año de salida de este libro. Algunos coleccionistas alegan tener pruebas convincentes de que fue en 1980, pero dada la informalidad de la publicación la controversia todavía sigue pendiente. 
El libro contiene 16 páginas en formato A6. Solamente se lanzaron 100 copias y es actualmente un objeto preciado de colección y por lo que su precio oscila entre los US$100 y US$700.

El texto está escrito a mano por Björk y tiene varios dibujos. Y con las hojas coloreadas con acuarela. Tres de los dibujos fueron coloreados por Björk usando crayones y acuarelas.

Además Björk hizo el dibujo de acuarela en la portada del libro en acuarela roja, un dibujo del sol usando crayones en la última página y dibujó también dos imágenes con crayones azules en las páginas 8 y 9.

La prosa es un cuento de hadas escrita por Björk.

Traducción del título: Sobre Úrnat de Björk.